# Treffieux
Treffieux är en kommun i departementet Loire-Atlantique i regionen Pays de la Loire i nordvästra Frankrike. Kommunen ligger i kantonen Nozay som tillhör arrondissementet Châteaubriant. År 2022 hade Treffieux 976 invånare.

## Befolkningsutveckling
Antalet invånare i kommunen Treffieux
| Referens: INSEE |